# Erminio Suárez Gauna
Erminio Antonio Suárez Gauna (27 de juny de 1967) va ser un ciclista argentí que combina el ciclisme en pista com la carretera. Va participar en els Jocs Olímpics de Barcelona de 1992.

## Palmarès en pista
- 1990
  -  Campió de l'Argentina en Puntuació
  -  Campió de l'Argentina en Quilòmetre
- 1991
  - Medalla d'or als Jocs Panamericans en Puntuació

## Palmarès en carretera
- 1993
  - 1r a la Volta al Valle
- 2007
  - Vencedor d'una etapa a la Doble Bragado